# Rinus Van de Velde

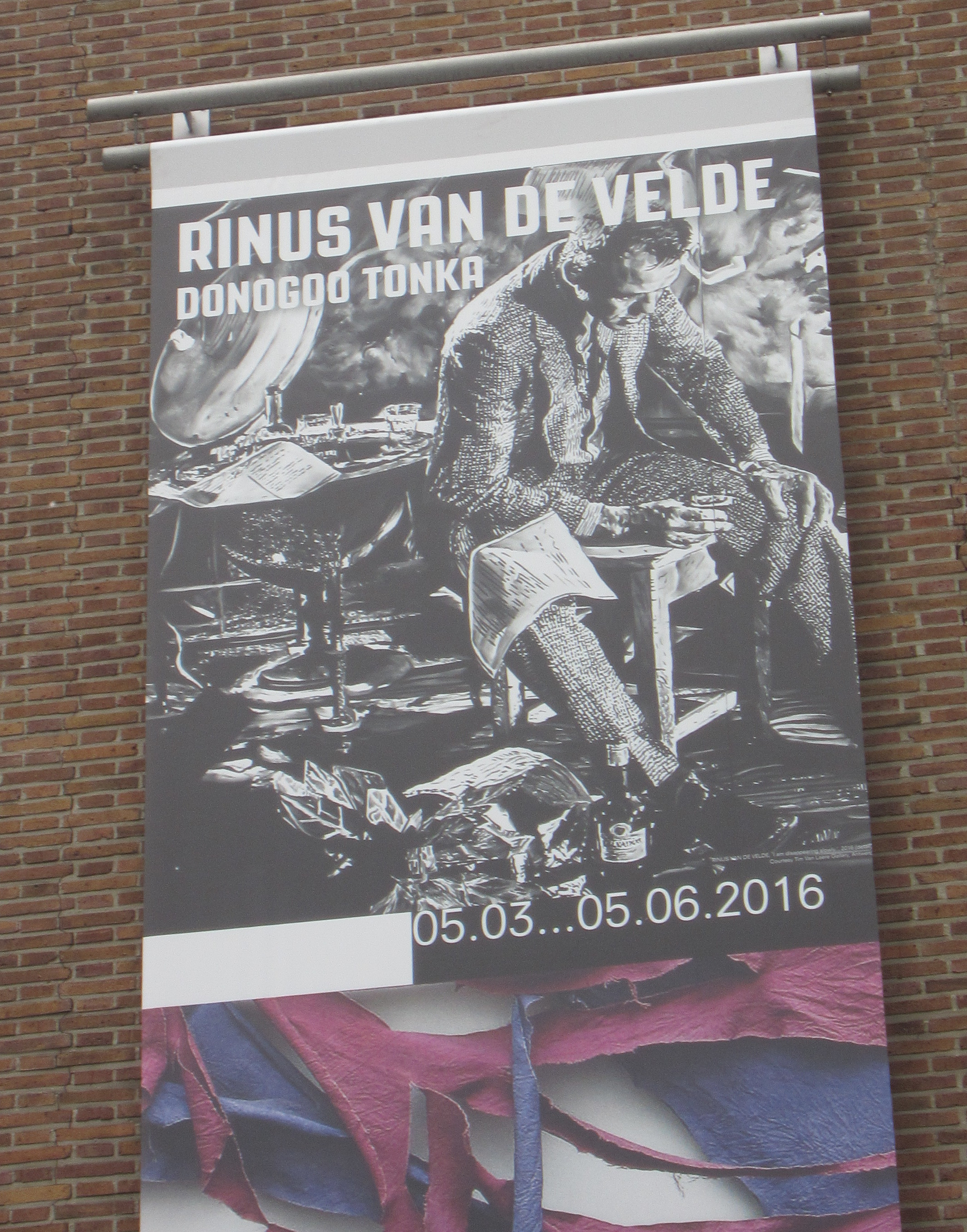
Tentoonstellingsaffiche Rinus Van de Velde in het SMAK, Gent, 2016

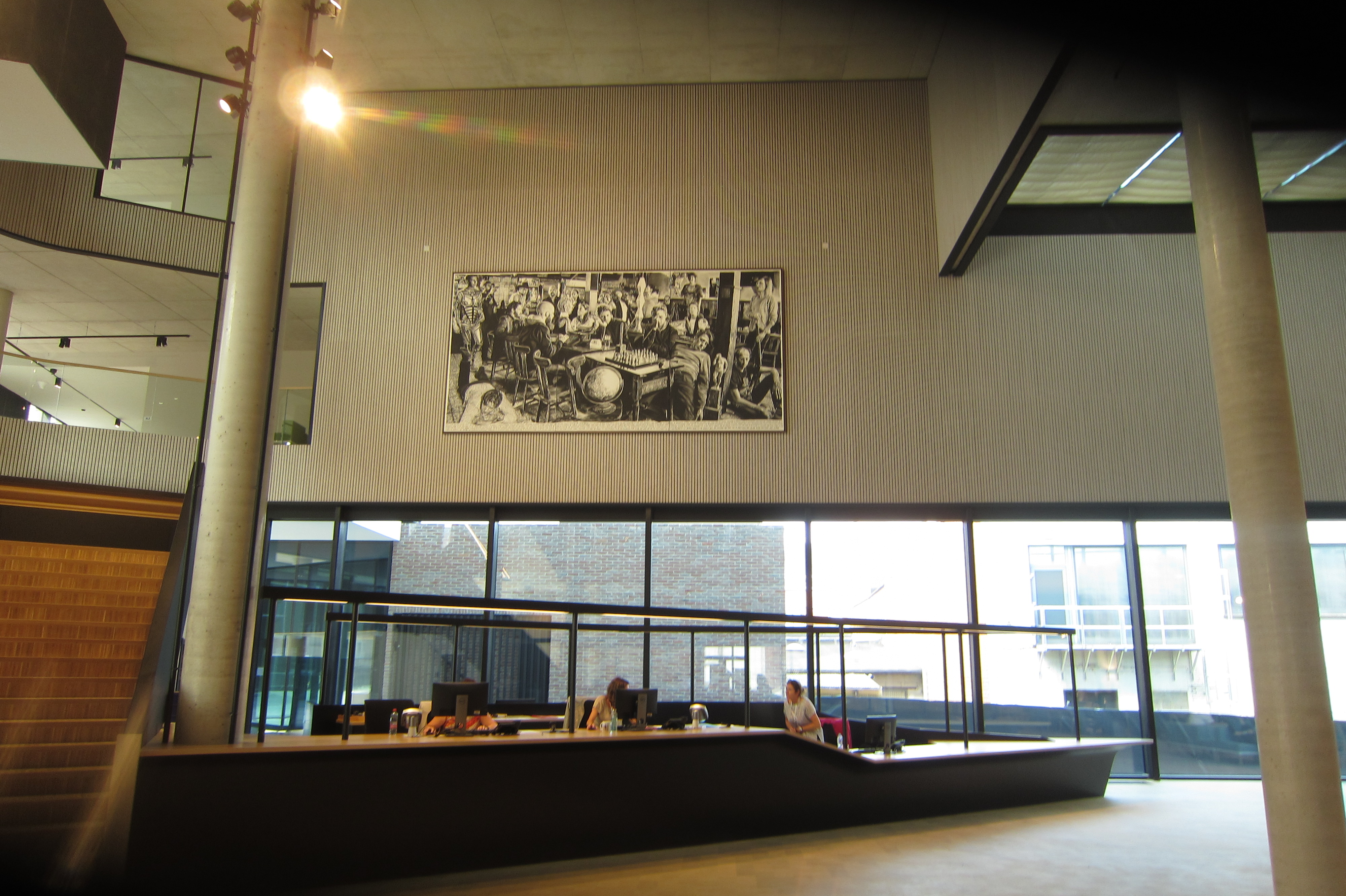
Werk van Rinus Van de Velde in het nieuwe stadskantoor van Hasselt (2018)

Rinus Van de Velde (Leuven, 1983) is een Belgisch beeldend kunstenaar.

## Biografie
Rinus Van de Velde studeerde beeldhouwen aan Sint Lucas Antwerpen. Van de Velde is bekend geworden door zijn monumentale, hyperrealistische houtskooltekeningen. Eerst doet hij dat op basis van gevonden foto’s, maar vanaf 2012 gebruikt hij ook foto's van zelf gebouwde levensgrote maquettes; geënsceneerde taferelen. Onder de tekeningen voegt hij telkens een korte, filmische tekst toe, die een gedachte van het afgebeelde personage of een gesprek tussen verschillende afgebeelde personages weergeeft. Die woorden roepen meteen ook beelden op bij de toeschouwer.
De rode draad in het werk van Rinus Van de Velde is de creatie van een fictieve autobiografie. Van de Velde bedenkt alternatieve levens, een parallel universum voor het leven dat hij in werkelijkheid leeft. In zijn fictieve autobiografie gaat hij, als reiziger en avonturier, regelmatig in dialoog met al dan niet beroemde personages zoals Edvard Munch, David Hockney en Vincent van Gogh. Zelf verwoordde hij het als volgt: "Ik verbeeld een leven dat ik nooit heb gehad. Voor mij is dagdromen belangrijker dan wat er in de realiteit gebeurt. In gedachten kun je immers zoveel meer meemaken dan je in werkelijkheid kunt doen".
Gaandeweg is Rinus Van de Velde geëvolueerd tot een totaalkunstenaar, die naast reusachtige tekeningen ook andere media inzet, zoals sculpturen, film en keramiek. Via deze beelden creëert hij voortdurend een spanning tussen fictie en realiteit.
Bij verschillende solotentoonstellingen (bijvoorbeeld in museum BOZAR en Museum Voorlinden) toont Rinus kunstwerken uit de vaste collectie van het desbetreffende museum, die een link vormen met zijn eigen werk. Deze kunstwerken worden, samen met zijn eigen werk, naast elkaar gepresenteerd en gaan op die manier onderling in dialoog.

## Werk
Tekeningen
- Houtskool: Rinus Van de Velde blijft in zijn werk regelmatig teruggrijpen naar houtskool. Van de Velde tekent op doek en prepareert deze doeken met een laag kalkgrondering. Hij wrijft het houtskool in deze laag wat resulteert in een meer vloeiende lijn, die de typische fluweelachtige toets van Van de Velde doet ontstaan.

- Kleurpotloden: In 2019 toont Rinus Van de Velde een reeks kleinere potloodtekeningen in kleur (+- A4-formaat).
- Oliepastel: In 2021 stelt Van de Velde grote, kleurrijke werken voor, getekend met oliepastel. Oliepastel is net als houtskool uitveegbaar en heeft een meerwaarde aan textuur en kleur.

Sculpturen
Zijn sculpturen bouwt hij als achtergrond voor tekeningen en als decor voor film. Zo maakte hij een sculptuur van een levensgrote treinwagon uit hout en karton, met bijzonder veel oog voor detail en esthetiek.
Film
- In 2019 verschijnt “The villagers”. Deze veertig minuten durende film wordt voor het eerst getoond in de Tim Van Laere Gallery. De film speelt zich af in een fictief bergdorp, waarbij de inwoners zelf niet aan het woord komen, maar waarbij hun levens louter scenografisch in beeld worden gebracht. We zien in deze film onder andere een Amerikaans diner en een hotelgang die volledig opgetrokken zijn uit karton en hout, met alle bijhorende accessoires.
- 2022 “La Ruta Natural” vertelt het verhaal van een gemaskerde alter ego van Van de Velde die ronddwaalt in een geïsoleerde wereld. De titel is een palindroom en het verhaal is opgevat als een cirkel: zonder begin en zonder einde. De film vertelt in een 13-tal minuten over een surrealistische roadtrip in een geconstrueerd universum.
- Een derde film is - bij dit schrijven - nog in de maak. Hierin zal de installatie van een zelf geconstrueerd decor, dat het midden houdt tussen een Zwitserse bankkluis en een wetenschappelijke archiefruimte met honderden ladekasten, een belangrijke rol spelen. Hierover zegt Van de Velde: “Het is een autoportret. De schuiven bevatten mogelijke tekeningen die hun weg kunnen vinden naar het publiek. De ruimte is een kostbare schat, maar door de beperkte verlichting en het opgesloten gevoel heeft ze ook iets gevaarlijks en mysterieus.” Deze kluis werd in preview getoond tijdens een solotentoonstelling in de Tim Van Laere Gallery te Antwerpen in 2021.

Keramiek
Van de Velde maakt ook keramische, uitvergrote asbakken waarin zich allerlei figuratieve, absurdistische taferelen afspelen.

## Tentoonstellingen (selectie)
- 2023 “Rinus Van de Velde”, Tim Van Laere Gallery, Antwerpen, BE
- 2023 “The Armchair Voyager”, Museum Voorlinden, Wassenaar, NL
- 2022 “Inner Travels”, Europalia Trains and Tracks, BOZAR, Brussel, BE
- 2022 “Rinus Van de Velde”, Baton Gallery, Seoul, KR
- 2021 “Rinus Van de Velde”, Tim Van Laere Gallery, Antwerpen, BE
- 2021 “I’d rather stay at home”, Kunstmuseum Luzern, Luzern, CH
- 2021 “La Ruta Natural”, FRAC Pays de Loire, Nantes, FR
- 2020 “On Another Plane of Existence”, Gallery Baton, Seoul, KR
- 2020 “Let the engine run”, König Tokio, Tokyo, JP
- 2019 “The Villagers”, Tim Van Laere Gallery, Antwerpen, BE
- 2019 “The Colony”, KWM Art Center, Beijing, CN
- 2019 “I’ve lived for so many days now”, König Galerie, Chapel, Berlin, DE
- 2019 “Rinus Van de Velde”, Baerum Kulturhus, Sandvika, NO
- 2019 “I’ve Lived For So Many Days Now”, König Galerie, Berlijn, DE
- 2018 “Now I am the night of nights”, Kunstpalais Erlangen, Erlangen, DE
- 2017 Rinus Van de Velde, Tim Van Laere Gallery, Antwerp, BE
- 2017 Rinus Van de Velde, König Galerie, Berlin, DE
- 2017 About Robert Rino, Nest, The Hague, NL
- 2016 Rinus Van de Velde, Kunstmuseum, The Hague, NL
- 2016 A Sunday as a Sunday, Tegenboschvanvreden, Amsterdam, NL
- 2016 Donogoo Tonka, SMAK, Ghent, BE Een volledig overzicht van de tentoonstellingen kan geraadpleegd worden op de website van de Tim Van Laere Gallery

## Varia
- Raymond van het Groenewoud gebruikte een werk van Van de Velde voor de cover van zijn cd 'De laatste rit'.
- Voor het eerste album van de groep STUFF. maakte Van de Velde de coverafbeelding van het album.[bron?]
- Voor de videoclip van Admiral Freebee ‘coming out of the light’ worden fragmenten uit de film “La Ruta Natural” van Van de Velde gebruikt. De videoclip werd eveneens geregisseerd door Rinus Van de Velde.